# Associazione italiana di ricerca operativa
L'Associazione Italiana di Ricerca Operativa - Optimization and Decision Sciences (in acronimo AIRO) è una società scientifica italiana fondata nel 1961 con lo scopo di favorire lo sviluppo in Italia della ricerca operativa e dell'ottimizzazione matematica, in riferimento tanto alla metodologia della ricerca quanto alle applicazioni in ambito industriale.

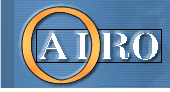
Logo di AIRO fino al 2016.

Tra i suoi scopi vi sono la diffusione della disciplina della ricerca operativa, il riconoscimento del ruolo e della qualificazione professionale del ricercatore operativo, e la promozione delle relazioni fra ricercatori operativi, anche attraverso la partecipazione a organismi internazionali.
Tra i fondatori dell'Associazione vi era Giuseppe Pompilj.
Lo Statuto prevedeva che nel comitato scientifico vi fosse un rappresentante dell'Istituto di Calcolo delle Probabilità, fondato e diretto da Pompilj.
L'AIRO è membro della FIMA (Federazione Italiana di Matematica Applicata) insieme alla SIMAI e  all'AMASES.
A livello internazionale, fa parte dell'Associazione delle società europee di ricerca operativa (EURO) sin dalla sua fondazione nel 1975, nonché della Federazione Internazionale delle Società Nazionali di Ricerca Operativa (IFORS).

## Attività
L'associazione, insieme alle omologhe associazioni nazionali belga e francese, cura la pubblicazione della rivista scientifica 4OR, contenente lavori di tipo metodologico che applicativo, oltre a surveys su argomenti di particolare interesse per la ricerca operativa.
In precedenza, dal 1970 al 2002, ha curato la pubblicazione della rivista scientifica Ricerca Operativa.
Pubblica inoltre il bollettino trimestrale AIROnews, sulle notizie di attualità connesse con la disciplina.
Dal 1971 organizza nel mese di settembre il convegno annuale, sotto forma di giornate di lavoro.
A partire dal 2017, la conferenza annuale ha cambiato nome in Optimization and Decision Science.
Organizza inoltre a cadenza biennale dal 2003, tra gennaio e febbraio, il convegno internazionale AIRO Winter in memoria di Mario Lucertini e Stefano Pallottino; quest'ultimo è stato il promotore, insieme ad altri colleghi, della prima edizione del 2003 svolta in memoria di Mario Lucertini.
AIRO bandisce ogni anno un premio per le migliori tesi magistrali in ricerca operativa, e le gare di ricerca operativa per gli studenti delle scuole medie superiori.

## Organizzazione
Aderiscono all'AIRO circa 400 soci individuali (ricercatori universitari e professionisti) e alcune decine di soci collettivi (imprese, dipartimenti universitari e altri enti senza fini di lucro).
L'associazione è retta da un presidente, con mandato quadriennale, che guida l'associazione insieme al consiglio direttivo e all'assemblea degli associati.
Su proposta degli associati, nell'ambito dell'AIRO possono essere costituite delle sezioni in base a criteri di omogeneità geografica o tematica.
Ad esempio, è attiva dal 2016 la sezione AIROYoung, che riunisce giovani ricercatori operativi.
La sede operativa dell'AIRO è presso l'Istituto di analisi dei sistemi ed informatica Antonio Ruberti (IASI) del Consiglio Nazionale delle Ricerche (CNR) a Roma.

### Presidenti
I presidenti di AIRO sono stati:
- Benedetto Barberi (1961-1970)
- Armando Corso (1971-1975)
- Bruno Martinoli (1976-1982)
- Massimo Merlino (1983-1988)
- Paolo Toth (1989-1995)
- Giorgio Gallo (1996-2001)
- Roberto Tadei (2002-2006)
- Renato De Leone (2007-2011)
- Anna Sciomachen (2012-2015)
- Daniele Vigo (2016-2019)
- Dario Pacciarelli (2020 - 2023)
- Raffaele Cerulli (2024 - in carica)